# معاناة أولى
معاناة أولى (بالألمانية: Erstes Leid) قصة قصيرة ألمانية من تأليف الكاتب التشيكي فرانز كافكا، على الأرجح كتبها في الفترة من خريف 1921 وحتى ربيع عام 1922. ظهرت القصة للمرة الأولى في عام 1922 في الدورية الفنية «جينيس» (Genius) صادرة عن دار نشر كورت وولف، وظهرت أيضاً في رأس سنة 1923 في الصحيفة التشيكية براجر برس (براغ برس). وصدرت كذلك في مجموعة القصص القصيرة «فنان جوع» (Ein Hungerkünstler) في عام 1924 بعد وفاة كافكا بفترة قصيرة عن دار نشر دي شميده.

## وصلات خارجية
- معاناة أولى، على ويكي مصدر الألمانية.
- معاناة أولى، على جود ريدز.
- معاناة أولى، على كتب جوجل.